# Potele
José González De la Vieja (Madrid, 1 de enero de 1947) es un exfutbolista español que jugaba como delantero. Integrante histórico del Rayo Vallecano de Madrid, club en el que desarrolló casi la totalidad de su carrera, hasta retirarse en 1979 en el Club Deportivo Toledo, en la Tercera División de España.

## Clubes
| Club           | País   | Año     |
| -------------- | ------ | ------- |
| Rayo Vallecano | España | 1967-78 |
| C. D. Toledo   | España | 1977-79 |